# Reprezentacja Białorusi na Mistrzostwach Europy w Wioślarstwie 2007
Reprezentacja Białorusi na Mistrzostwach Europy w Wioślarstwie 2007 liczyła 32 sportowców. Najlepszymi wynikami było 3. miejsce w dwójce podwójnej kobiet oraz czwórce podwójnej i ósemce mężczyzn.

## Medale

### Złote medale
Brak

### Srebrne medale
Brak

### Brązowe medale
dwójka podwójna (W2x): Hanna Nachajewa, Wolha Bierazniowa
czwórka podwójna (M4x): Walery Radziewicz, Dzianis Mihal, Stanisłau Szczarbaczenia, Andrej Plaszkou – 3. miejsce
ósemka (M8+): Andrej Tatarczuk, Dzianis Jakubau, Wadzim Lalin, Andrej Dziamjanienka, Aleh Maskalou, Alaksandr Dzernawy, Jauhien Nosau, Alaksandr Kazubouski, Piotr Piatrynicz

## Wyniki

### Konkurencje mężczyzn
- jedynka (M1x): Kirył Lemiaszkiewicz – 10. miejsce
- dwójka podwójna wagi lekkiej (LM2x): Artur Jasiukiewicz, Jauhien Celapun – 6. miejsce
- czwórka podwójna (M4x): Walery Radziewicz, Dzianis Mihal, Stanisłau Szczarbaczenia, Andrej Plaszkou – 3. miejsce
- ósemka (M8+): Andrej Tatarczuk, Dzianis Jakubau, Wadzim Lalin, Andrej Dziamjanienka, Aleh Maskalou, Alaksandr Dzernawy, Jauhien Nosau, Alaksandr Kazubouski, Piotr Piatrynicz – 3. miejsce

### Konkurencje kobiet
- jedynka (W1x): Natalla Haurylenka – 9. miejsce
- dwójka podwójna (W2x): Hanna Nachajewa, Wolha Bierazniowa – 3. miejsce
- czwórka podwójna (W4x): Nastaśsia Fadziejenka, Wiktoryja Czepikawa, Hanna Haura, Alina Pilhun-Machniewa – 6. miejsce
- ósemka (W8+): Natalla Mihal-Hryhalczyk, Nadzieja Bielska, Natalla Prywaława, Alena Zacharawa, Natalla Koszal, Nina Bondarawa, Wolha Szczarbaczenia-Żylska, Wolha Płaszkowa, Nastassia Kaciaszowa – 4. miejsce